# Muqali
Muqali, parfois écrit Mouqali ou Muhuali (mongol : ᠮᠤᠬᠤᠯᠠᠢ, VPMC : Muquli, cyrillique : Мухулай, MNS : Mukhulai), décédé en 1223, fut un aristocrate Djalayir, un compagnon d'armes de Gengis Khan et devint par la suite son général. Il fut l'un de ses hommes les plus fidèles. Le père de Muqali a sacrifié sa vie pour sauver celle de Gengis Khan. Il se distingua particulièrement durant la bataille contre les Naïmans en 1199 et guida les troupes mongoles en Chine du Nord de 1215 à 1223, date où laquelle il est décédé.
Muqali fut un des généraux les plus appréciés de Gengis Khan. En effet, après être devenu Khan de tous les Mongols, il récompensa ses plus fidèles serviteurs et que même lorsqu'il donna à Muqali le titre de « roi », il trouva que ce n'était pas suffisant.
À la mort de celui-ci en 1223, il en fut grandement affecté, car Muqali s'occupait de la conquête de la Chine des Jin, et permettait ainsi à Gengis Khan de s'occuper de ses campagnes au Khârezm.

## Les débuts
Fils de Gü'ün U'a, un aristocrate Djalayir, et de Köküi. Son grand-père est Telegetü, fondateur de la maison Ča'ut des Djalayir. La famille de Muqali et les Djalayir joignirent les forces de Gengis Khan assez tôt dans sa progression alors qu'il tentait de briser les Tatars avec l'aide de Wan-yen Siang de Chine ainsi que de Toghril des Kéraïts. Cependant, Muqali ne se démarqua que durant une bataille guidée par Toghril contre les Naïmans du sud qui eux étaient commandés par le roi Kütchlüg (ou Gutchugudun) vers l'année 1199. Lorsque les Kéraïts se trouvèrent en mauvaise position à la suite d'une attaque du général naïman Köksé'u-sabraq, Gengis Khan envoya Muqali ainsi que Bo'ortchou, Boroqoul et Tchila'oun avec plusieurs centaines de cavaliers et ils écrasèrent les Naïmans. Il participa à pratiquement toutes les batailles dans lesquelles Gengis Khan se trouvait. Selon les écrits de Rashid al-Din, il aurait eu un hongre noir avec des harnais d'argent qu'il perdit durant un combat contre les Kéraït. Il fut de ceux qui implorèrent Gengis Khan de ne pas exécuter son neveu, Daritaï, qui avait joint momentanément les Kéraït. Gengis Khan suivit leurs conseils.
Lorsque Gengis Khan vainquit et rallia touts les mongol, il fit une grande assemblée et n'oublia pas de remercier Bo'ortchou et Muqali de lui avoir dit lorsqu'il se trompait (probablement par rapport à l'histoire avec Daritaï). Il confia à Muqali et Belgutei le côté oriental de l'empire mongol.

## La Chine
Gengis Khan avait décidé que la Chine était nuisible pour les Mongols. Il attaqua la Dynastie des Jin régnant sur le Nord-Est de la Chine. Un général chinois, Ming-ngan, n'aimait pas les Jin et devint un très précieux allié qui connaissait les stratégies et faiblesses des ennemis de Gengis Khan. Muqali fut parmi les hommes les plus importants de Gengis et était à ce moment un général. Il combattit aux côtés d'autres généraux importants tels que Djébé et Samouqa-ba'atour des Saldji'out. Muqali assistait les Khitaï de Mandchourie, Djébé élargissait une brèche dans la Grande Muraille alors que Samouqa tenait Pékin en siège. Peu après les Mongols détruisirent Pékin. Sa population fut anéantie. Les Mongols ne purent cependant prendre la Chine du nord mais effectuèrent, de 1213 à 1215, une campagne d'extermination au cours de  laquelle de trois à quatre millions de Chinois périrent. Vers 1216, Gengis Khan confia à Muqali l'armée située en Chine. Il fut aidé par Ye-liu Touqa, Ming-ngan et Che-mo. En 1217 il prit la ville de Daming mais la perdit par la suite. En 1218 il prit Taiyuan et Pingyang.
Gengis Khan s'était maintenant lancé dans la guerre contre le Khwarezm. Muqali, qui avait pris Pékin, marchait maintenant sur la province du Shanxi. En 1220 il reprit Daming qu'il avait perdu quatre ans plus tôt ainsi que le Sud de la province du Hebei, ensuite Jinan et Shandong. Un ambassadeur envoyé par le roi Jin Xuanzong (Siuan-tsong) des Jin s'entretint avec Muqali puis se rendit en Afghanistan pour rejoindre Gengis Khan. Il arriva en 1221. Gengis Khan demanda à l'ambassadeur de Xuanzong d'abandonner le Shaanxi, garder le Henan et reconnaitre la suzeraineté mongole. Les Chinois du Nord voulurent garder le Shaanxi mais Muqali leur prit par la force et dévasta la capitale de Xi'an. Les Chinois lui prirent Puzhou (P'ou-Tchéou) au nord du fleuve Jaune mais Muqali y revint et prit de nouveau l'endroit. Muqali est mort en 1223. Il fut capable de retenir et même parfois d'attaquer les Chinois du nord avec une force plutôt minime d'environ 20 000 hommes. Après sa mort, Gengis donna le commandement de son armée au fils de Muqali.